# خانات خلخال
خانات خلخال (انگلیسی: Khalkhal Khanate) یکی از خانات آذربایجان ایران مستقر در شهر خلخال بود. این خانات واقع در آذربایجان و بیش از صد سال به صورت نیمه مستقل از خاک ایران تبدیل شده بود.